# Byske-Fällfors församling
Byske-Fällfors församling är en församling i Skellefte kontrakt i Luleå stift. Församlingen ligger i Skellefteå kommun i Västerbottens län.  Ingår från 1 januari 2014 i Skellefteå pastorat.

## Administrativ historik
Församlingen bildades 2009 genom sammanslagning av Byske församling och Fällfors församling. De hade tidigare ingått i ett gemensamt pastorat och församlingen utgjorde till 2014 ett eget pastorat. Från 2014 ingår församlingen i Skellefteå pastorat.

## Kyrkor
- Byske kyrka
- Finnträsks kyrka
- Fällfors kyrka